# Натан Робертсон
Натан Джеймс Робертсон (англ. Nathan James Robertson; нар. 30 травня 1977, Нотінгем, Англія) — британський бадмінтоніст, олімпійський медаліст, чемпіон світу та Європи.

## Виступи на Олімпіадах
| Олімпіада   | Дисципліна              | Місце |
| ----------- | ----------------------- | ----- |
| Сідней 2000 | чоловічий парний розряд | 5     |
| Афіни 2004  | змішаний парний розряд  | 2     |
| Афіни 2004  | чоловічий парний розряд | 9     |
| Пекін 2008  | змішаний парний розряд  | 5     |

На літніх Олімпійських іграх 2004 в Афінах він завоював срібну медаль в парному змішаному розряді, виступаючи разом з Гейл Еммс. 

## Виступи на Чемпіонатах світу
Чемпіон світу 2006 року в парному змішаному розряді у парі з Гейл Еммс.

## Виступи на Чемпіонатах Європи
Чемпіон Європи 2004 року в парному змішаному розряді у парі з Гейл Еммс. 